# Fiskalunion
Unter einer Fiskalunion versteht man die gemeinsame Fiskalpolitik innerhalb eines föderalen Staates oder mehrerer Länder. Eine Fiskalunion verfügt über gemeinsame Institutionen, die befugt sind, mittels der Beeinflussung von Steuern und Staatsausgaben Fiskalpolitik zu betreiben und so zum Beispiel regionale und konjunkturelle Schwankungen auszugleichen. Die entsprechende vertragliche Vereinbarung nennt man „Fiskalpakt“.

## Europäische Fiskalunion

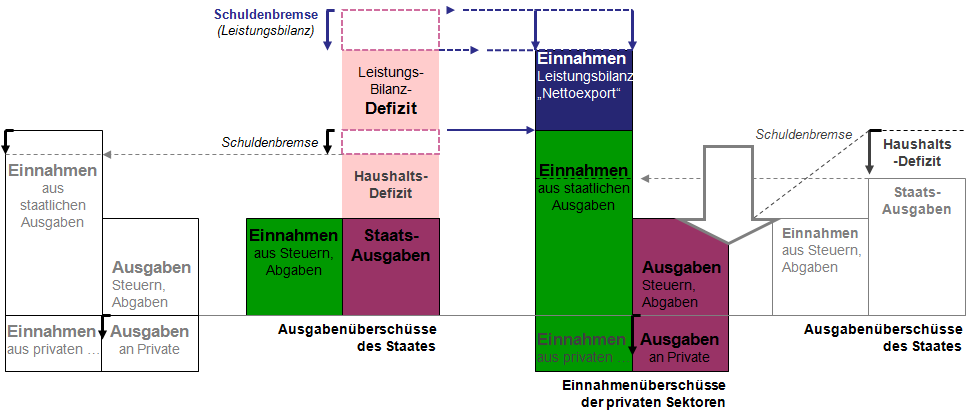
Fiskalpakt und Leistungsbilanz

Beim Brüsseler Gipfel zur Lösung der Eurokrise beschlossen in der Nacht zum 9. Dezember 2011 die Euro-Länder und acht weitere EU-Staaten, die Europäische Wirtschafts- und Währungsunion (EWU) zu einer Fiskalunion auszubauen, die unter anderem eine Schuldenbremse sowie automatische Sanktionen für „Haushaltssünder“ vorsieht. Das Vereinigte Königreich und Tschechien wollten als einzige EU-Mitglieder nicht der Fiskalunion beitreten. Das Vereinigte Königreich und Dänemark haben innerhalb der EWU eine Sonderrolle, da sie 1992 im Vertrag von Maastricht eine Ausnahmeregelung („Opt-out“) vereinbart haben. Diese befreit beide Länder von der Verpflichtung, den Euro einzuführen.
Eine gemeinsame Fiskal- und Schuldenpolitik ist in ihren möglichen Konsequenzen unter Ökonomen nicht unumstritten. So meint der Ökonom Heiner Flassbeck: „Wenn die privaten Haushalte und Unternehmen schon zu wenig Geld ausgeben, um die Wirtschaft am Laufen zu halten, kann ein noch mehr als bisher sparender Staat offenbar nur Unheil anrichten, weil er die Wirtschaft zum Absturz bringt. Überzeugen Deutschland und Frankreich gar die anderen 15 Euroländer, das Gleiche zu tun, kommt der Absturz ganz schnell.“

## Paradoxe Interventionen
Einerseits war dem IWF spätestens seit 2003 klar, dass fiskalische Anpassungsprogramme häufig mehr schaden als nutzen. Andererseits erklärte der Sachverständigenrat zur Begutachtung der gesamtwirtschaftlichen Entwicklung: „Im Jahr 2012 ist es zu einem unerwartet starken Einbruch der Konjunktur in den Problemländern gekommen. Im September 2011 hatte der Internationale Währungsfonds (IWF) bei seiner Prognose für das Wirtschaftswachstum Italiens und Spaniens im Jahr 2012 noch eine positive Entwicklung erwartet.“ Und, dass es trotz der energischen Sparprogramme keinem der Problemländer im Jahr 2012 gelang, einen weiteren Anstieg seiner Schuldenstandsquote zu vermeiden. Als Gründe dafür werden angegeben, dass die deutliche konjunkturelle Eintrübung einen nennenswerten Teil der vorgesehenen Einsparungen zunichtegemacht hat, da sich die Steuereinnahmen ungünstiger als erwartet entwickelten und zusätzliche staatliche Ausgaben insbesondere aufgrund der steigenden Arbeitslosigkeit erforderlich geworden sind. Des Weiteren wird erklärt, dass sich neben den Problemländern der Währungsunion auch Belgien, Finnland, Slowenien und Zypern einer merklichen konjunkturellen Abschwächung gegenübersehen. Der EU-Wirtschafts- und Währungskommissar Olli Rehn erklärt am 11. Januar 2013, dass Haushaltsbudgets weiterhin gekürzt werden. Im November 2013 bezweifelt das Europäische Parlament die Sinnhaftigkeit der verordneten Zwangsmaßnahmen der Troika gegenüber Griechenland: Martin Schulz kritisiert nun öffentlich, dass die Troika „mehr Schaden angerichtet als Gutes getan habe.“

## Pakt für Wettbewerbsfähigkeit
Beim Jahrestreffen 2013 des World Economic Forum am 24. Januar 2013 in Davos sprach Angela Merkel über einen in der Europäischen Union angedachten „Pakt für Wettbewerbsfähigkeit“, um eben die Wettbewerbsfähigkeit der Nationalstaaten zu verbessern, und gab diesbezüglich an, dass es dabei oft um Themen wie Lohnzusatzkosten, Lohnstückkosten und Infrastrukturen gehen wird. Die wirtschaftspolitische Maßnahme der Reduzierung der Lohnstückkosten (und damit die Senkung der Gesamtlohnsumme sowie Verringerung der gesamtwirtschaftlichen Inlandsnachfrage), um die Wettbewerbsfähigkeit zu erhöhen, ist unter Ökonomen nicht unumstritten: Beispielsweise war die Entwicklung der relativen Lohnstückkosten in den 1980ern in der britischen Industrie keineswegs, wie man gemäß gängiger Argumentation erwarten sollte, von einer günstigen Entwicklung der Beschäftigung, der Produktion und der Exporte begleitet. (Zwangs-)Privatisierung staatlicher Infrastrukturen abhängig verschuldeter Staaten stellt ohnehin ein oftmals kritisiertes Strukturprogramm von IWF wie Weltbank dar.

## Haushaltsüberwachung und zentralstaatliches Budget
Ab 1. Januar 2014 müssen all jene EU-Staaten, die am Fiskalpakt (Vertrag über Stabilität, Koordinierung und Steuerung in der Wirtschafts- und Währungsunion) teilnehmen und die Kriterien bis dahin nicht erreicht haben, ihre Haushaltsbudgets von EU-Kommission und EU-Rat genehmigen lassen. Die Europäische Kommission gibt hinsichtlich ihres Endziels der Fiskal- und Wirtschaftsunion wie folgt an: „Die Schaffung einer politischen Union mit einer geeigneten Bündelung der Hoheitsrechte, die über eine eigene Fiskalkapazität in Form eines zentralen Budgets und über eigene Mechanismen verfügt, die es ihr unter bestimmten genau definierten Voraussetzungen erlauben, haushalts- und wirtschaftspolitische Entscheidungen bei ihren Mitgliedern durchzusetzen.“